# Dorota Łukasiewicz-Kwietniewska
Dorota Łukasiewicz-Kwietniewska (ur. 6 kwietnia 1982 w Krakowie) – polska aktorka.

## Życiorys
W dzieciństwie uczęszczała do zespołu teatralnego Jacek i Agatka w Nysie. Następnie w wieku 14 lat grała w spektaklu teatralnym w teatrze Teatr Dramatyczny im. Jana Kochanowskiego w Opolu pt. Upadanie. W 2004 roku ukończyła studia w Akademii Sztuk Teatralnych im. Stanisława Wyspiańskiego w Krakowie (filia we Wrocławiu) na wydziale aktorskim. Popularność przyniosła jej rola Zofii Grocholskiej w serialu Pierwsza miłość (serial telewizyjny), gdzie grała w latach 2005–2007, 2011, 2014–2015. Od 2015 do 2019 grała różne role epizodyczne w serialu Świat według Kiepskich.

## Życie prywatne
Jej mężem jest aktor Rafał Kwietniewski. Ma z nim dwoje dzieci – córkę i syna.

## Filmografia
- 2000: Bez końca (etiuda szkolna) – dziewczyna pisząca wiersz
- 2002: D.I.L. – Beata, koleżanka Oli
- 2004: O czym są moje oczy – Marta
- 2005: Biuro kryminalne – Luiza Jakubiec (odc. 14)
- 2005–2007, 2011, 2014–2015, od 2022: Pierwsza miłość (serial telewizyjny) – Zofia Grocholska
- 2006: Fala zbrodni – opiekunka Krzysia (odc. 50)
- 2007: Biuro kryminalne – sekretarka (odc. 30)
- 2009: Dekalog 89+ – psycholog Marzena Warecka (odc. 5)
- 2010: Usta usta – pediatra (odc. 11)
- 2011: Licencja na wychowanie – nauczycielka Agaty (odc. 93)
- 2012: Galeria – brafittierka (odc. 12, 41)
- 2012: Przyjaciółki (serial telewizyjny) – koleżanka (odc. 1)
- 2014: Prawo Agaty – sekretarka Rosiaka (odc. 78)
- 2015: Świat według Kiepskich
  - Swietłana (odc. 460)
  - Krystyna (odc. 466)
  - lekarka (odc. 472)
  - kobieta (odc. 478)
- 2016: Świat według Kiepskich
  - dziewczyna (odc. 486, 504)
  - odalistka (odc. 502)
  - pracownica korporacji (odc. 503)
- 2017: Świat według Kiepskich - żona (odc. 514)
- 2018: Wieża. Jasny dzień - Anna, żona Andrzeja
- 2018: Świat według Kiepskich
  - dziennikarka (odc. 532)
  - klientka (odc. 539)
- 2019: Świat według Kiepskich - kobieta w ciąży (odc. 545)
- 2019: Monument – menagerka
- 2019-2020: Lombard. Życie pod zastaw - Magda, sąsiadka Beni i Betona
- 2020: Wszystko dla mojej matki - policjantka na komendzie